# Turanga Leela
Turanga Leela (zwana również Leela), postać fikcyjna, ur. 2975, jest główną żeńską bohaterką animowanego serialu Futurama (vel Przygody Fry'a w kosmosie). Leela jest wysportowaną, inteligentną cyklopką i kapitanem statku należącego do firmy Planet Express. Nosi prawie zawsze szare lycry, wojskowe buty i biały top na ramiączkach. Jest obiektem pożądania głównego męskiego bohatera kreskówki – Fry'a. W wersji oryginalnej głosu Leeli użyczyła Katey Sagal (znanej m.in. z serialu Świat według Bundych).
Pochodzenie i znaczenie słów turanga lila – por. symfonia Turangalîla (1946-48) Oliviera Messiaena.
Z odcinka "Leela's Homeworld" wiemy, że Leela nie jest kosmitką, a mutantką, oraz poznajemy jej rodziców.